# Vuorinen (sjö i Kangasniemi, Södra Savolax)
Vuorinen är en sjö i kommunen Kangasniemi i landskapet Södra Savolax i Finland. Sjön ligger 141,4 meter över havet. Arean är 57 hektar och strandlinjen är 4,06 kilometer lång. Sjön  ingår i Kymmene älvs huvudavrinningsområde.   Den ligger omkring 71 kilometer nordväst om S:t Michel och omkring 230 kilometer norr om Helsingfors. 